# XXIe congrès du Parti communiste français
Le XXIe congrès du PCF est un congrès extraordinaire, qui s'est tenu à Vitry-sur-Seine, du 24 au 27 octobre 1974.

## Résolutions
- Le rapport de Georges Marchais évoque les difficultés de l'union de la gauche à la suite des élections présidentielles de 1974.

## Membres de la direction
Le 21e Congrès extraordinaire n’a pas procédé à l’élection des membres du comité central, ni à l’élection du bureau politique et du secrétariat.